# Musée d'Initiation à la nature
Le musée d’Initiation à la nature est un petit musée consacré à l'écologie. Il est situé dans l'enceinte de l'abbaye aux Hommes de Caen, en particulier dans l'ancienne boulangerie.

## Histoire et statut
Le Muséum d’histoire naturelle de Caen, fondé en 1823,  est détruit en 1944, pendant la bataille de Caen. L'actuel musée a été fondé en 1974 par le docteur Duncombe pour remplacer ce musée d'histoire naturelle.
De statut municipal, il est géré par une association à visées pédagogiques, le Centre Permanent d’Initiatives pour l’Environnement Vallée de l'Orne, labellisée en 1987. Ce CPIE, basé dans l'enceinte de l'abbaye aux Hommes, est également chargé de la gestion de la Maison de la nature et de l'estuaire de l'Orne à Sallenelles.

## Exposition
Le musée tient dans deux petits bâtiments. Le premier, dit salle « Becs, museaux et Cie », accueille une exposition sur la faune locale, dont des oiseaux, et en présente un certain nombre naturalisés. Le second est dédié à l'animation et à l'accueil des publics. Les jardins qui entourent ces deux édifices sont constitués de plantes sauvages et cultivées de Normandie.
Des expositions temporaires s'y tiennent annuellement en mai, juin pour le public scolaire et  juillet et août pour le grand public.